# Macroclinium biflorum
Macroclinium biflorum är en orkidéart som beskrevs av David Edward Bennett och Eric Alston Christenson. Macroclinium biflorum ingår i släktet Macroclinium och familjen orkidéer.
Artens utbredningsområde är Peru. Inga underarter finns listade i Catalogue of Life.